# Saint-Marcel-d'Ardèche

Saint-Marcel-d'Ardèche este o comună în departamentul Ardèche din sud-estul Franței. În 1 ianuarie 2022 avea o populație de 2.357 de locuitori.